# Sur l'Adamant
Sur l'Adamant is een Frans-Japanse documentaire uit 2023, geregisseerd door Nicolas Philibert.

## Verhaal
Het Adamant is een dagcentrum gelegen aan de Quai de la Rapée in het 12e arrondissement van Parijs waar mensen met psychische stoornissen op een binnenschip opgevangen worden. Het team dat verantwoordelijk is voor de psychiatrische hulp, behoort tot degenen die zich zoveel mogelijk proberen te verzetten tegen de decadentie en de ontmenselijking van de psychiatrie. Men biedt patiënten een dagelijkse routine en helpt hen weer vaste voet aan de grond te krijgen in het dagelijks leven met therapeutische workshops en psychosociale revalidatieondersteuning.
De film volgt patiënten en zorgverleners dag in dag tijdens hun dagelijkse bezigheden. Het Adamant-team bestaat uit psychiaters, psychologen, verpleegkundigen, ergotherapeuten, gespecialiseerde opvoeders, psychomotorische therapeuten, ziekenhuispersoneel en kunsttherapeuten. Patiënten en zorgverleners werden zeven maanden lang gefilmd.

## Release en ontvangst
Sur l'Adamant ging op 24 februari 2023 in première op het Filmfestival van Berlijn in de competitie en won de Gouden Beer. De film kreeg overwegend positieve kritieken van de filmcritici, met een score van 97% op Rotten Tomatoes, gebaseerd op 27 beoordelingen.

## Prijzen en nominaties
De belangrijkste:
| Jaar | Prijs                    | Categorie   | Genomineerde(n)   | Uitslag  |
| ---- | ------------------------ | ----------- | ----------------- | -------- |
| 2023 | Filmfestival van Berlijn | Gouden Beer | Nicolas Philibert | Gewonnen |